# هارنيس
هارنيس (بالفرنسية: Harnes)‏ هي بلدية تقع في إقليم باد كاليه من منطقة نور با دو كاليه في شمال فرنسا. تبلغ مساحة هذه المدينة 10.76 (كم²)، وترتفع عن سطح البحر 32 م، يبلغ عدد سكانها 13797 نسمة حسب إحصاء المعهد الوطني للإحصاء والدراسات الاقتصادية سنة 2009 م. وترأس Philippe Duquesnoy البلدية خلال فترة (2008-2014).

## توأمة
لهارنيس اتفاقيات توأمة مع كل من:
- فالكنشتاين
- Gmina Chrzanów, Lesser Poland Voivodeship [الإنجليزية]‏ منذ (1981 - )
- كرزنو (1981 - )[9]